# Endless Nights (Eddie Money)
Endless Nights é uma canção de 1986 do cantor americano de rock, Eddie Money do seu álbum "Can't Hold Back" gravado no mesmo ano. Foi lançado como um single e alcançou a 21.ª no Billboard Hot 100 e a 10ª no Mainstream Rock Tracks.